# Quần đảo Schouten, Papua New Guinea

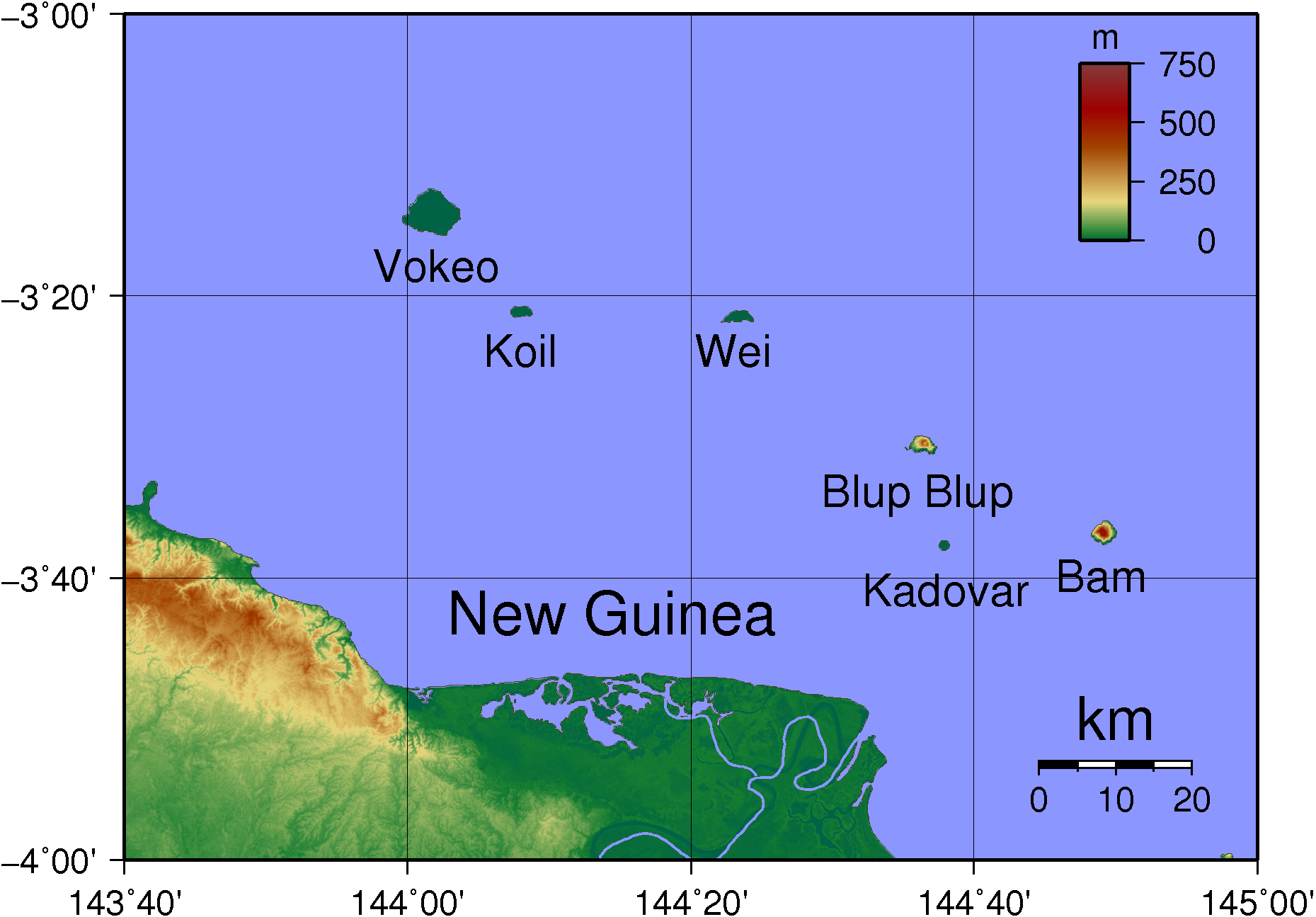
Quần đảo Schouten của Papua New Guinea

Schouten là một nhóm đảo bao gồm 6 hòn đảo núi lửa nhỏ, thuộc tỉnh Đông Sepik, Papua New Guinea, là một phần cấu thành nên quần đảo Bismark. Nhóm đảo này còn được gọi là quần đảo Đông Schouten hay quần đảo Le Maire để phân biệt với quần đảo Schouten thuộc Indonesia. Diện tích của quần đảo khoảng 19 mile2 tương đương với 50 km2.
Quần đảo Schouten bao gồm các đảo sau:
- Đảo Bam, hoạt động phun trào núi lửa lần gần nhất năm 1960.
- Đảo Blup Blup, núi lửa.
- Đảo Kadovar, có thể là núi lửa, nhưng chưa xác nhận được vụ phun trào nào kể từ năm 1700.
- Đảo Koil
- Đảo Vokeo
- Đảo Wei